# سروبتس
سروبتس (به لاتین: Srubec) یک منطقهٔ مسکونی در جمهوری چک است که در شهرستان چسکه بودیوویتسه واقع شده‌است. سروبتس ۶٫۰۰ کیلومتر مربع مساحت و ۱٬۹۰۷ نفر جمعیت دارد و ۵۱۵ متر بالاتر از سطح دریا واقع شده‌است.